# さとうきび畑の唄
『さとうきび畑の唄』（さとうきびばたけのうた）はTBS系にて、2003年9月28日に放送されたスペシャルドラマ。平成15年度文化庁芸術祭テレビ部門大賞受賞作品。日本民間放送連盟賞 NAB Awards 2004 テレビドラマ番組部門において最優秀賞受賞。脚本は遊川和彦、主演は明石家さんま。

## 概要
太平洋戦争の頃の沖縄と沖縄戦を舞台にした物語で、内容は家族の尊さを扱った反戦ドラマである。寺島尚彦の作品「さとうきび畑」をモチーフに作られ、タイトルも同作から付けられていた。また、本作と同じ第二次世界大戦を題材にした映画『ライフ・イズ・ビューティフル』の日本版を意識して制作されたという。
第9回アジア・テレビジョン・アワード、ドラマ部門最優秀賞、第58回芸術祭テレビ部門大賞を受賞した。平均視聴率26.4%・最高瞬間視聴率32.2%を記録（数字はいずれも関東地区ビデオリサーチ）。TBSはこのドラマ以降、おおむね2-3年ごとに太平洋戦争をテーマにしたドラマを制作している。
主演の明石家さんまは本作への出演を自慢している一方、自身が司会を務めるバラエティ番組では戦争映画特有の過酷な撮影現場を揶揄する発言や撮影時の過酷なエピソードをゲストらに打ち明け、「もう戦争のドラマは2度と出たくない」と語っている。
また、作品の中で、さんまは終始関西弁を用いて演技をしている。これはさんまが演じた『平山幸一』が、大阪の写真館で修行をしていた関西人であり、黒木瞳が演じる良家の子女・美知子に一目ぼれしたうえに、駆け落ちして沖縄に住み着いたという脚本設定からである。

## あらすじ
2003年の夏、とある高等学校にて森山良子が『さとうきび畑』を歌っていた。そんな中、学校に通わずに性格も捻くれていた1人の少女がいた。その少女の祖母・幸子は少女に学校に行くよう必死に説得するも、彼女は拒否する。そこで、幸子は自身が生まれた頃、沖縄は戦争で多くの人が犠牲になった事を教え、自身の父親、すなわち少女の曽祖父もその1人だった事を語り始める。
時は遡り1944年（昭和19年）、太平洋戦争真っ最中の沖縄・那覇で小さな写真館を営む平山幸一は、妻の美知子と、小学校教師の紀子との結婚が決まった長男・勇、次男・昇、三男・健、長女・美枝、次女・春子ら5人の子供に恵まれた家庭で平穏な日々を過ごしていた。そんな中、美知子のお腹には6人目の命が宿っていた。
しかし、1944年6月、サイパンの日本軍が玉砕した後、アメリカ軍の沖縄上陸が現実味を帯びることとなり、平山家にも戦争という悲劇が襲いかかることになる。まず、勇に召集令状が届き、昇は通信兵に志願、美枝も従軍看護婦として野戦病院に派遣される。そして、戦況がさらに悪化し、幸一にも召集令状が届く。
1945年4月、ついにアメリカ軍による沖縄上陸が開始し、戦闘が始まる。幸一は戦っている間もカメラを手放さず上官や同僚をからかったり、ギャグを発しては笑わせて写真を撮る。昇は仲間とともにガマに立てこもり、米軍と戦闘をする。美枝は従軍看護師として野戦病院で働き、美知子は子供たちの手助けもあって、無事に第6子の幸子を産む。
やがて平山家は戦いの中で離れ離れになり、幸一と昇、勇は戦死、美枝は部隊が壊滅して行方不明、そして美知子と子供三人はガマに立てこもった末、アメリカ軍に投降する。
そして、1945年6月、沖縄での戦いは終結する。米軍に投降し、難民収容所にいた美知子らは同じく捕虜になっていた美枝と再会。近くにいたアメリカ兵に幸一が亡くなった事を告げられ、幸一の遺品であるカメラが渡される。そのカメラの中には兵隊らの笑顔の写真や、家族の写真がたくさん入っており、「幸一がいたからこそ、戦争中でも皆が笑っていられた」という事を実感した美知子と美枝は泣き崩れる。また、彼女らの元に、同じく戦死した昇からの遺書が届けられる。
再び2003年、祖母の話を聞き終えて「自分は58年前と違って、平和な世の中を生きている」という事を実感した少女は改心し、学校に復学する事を決意する。天国にいる曽祖父に向けて成長した祖母・幸子と携帯電話で写真を撮るのだった。

## 登場人物
平山幸一
本作の主人公。沖縄で写真館を営む男性。明るく優しい性格で人気者。大阪の写真館で修行時代にお見合い写真を撮りに来た美知子と出会い恋に落ちるが、身分違いと言う事もあり駆け落ちする形で結婚した。
国家総動員法に基づいて徴収されるが、戦場においてもユーモア溢れるギャグで周りの人々を和ませ、その笑顔を写真に収めていた。最期は発見した米軍の傷病兵を殺すよう上官に命令され、「アメリカ人も同じ人間ではないか」「自分はこんなことをするために生まれてきたのではない」等と抵抗するも聞き入れられず、その場で射殺される。経緯は不明だが遺品のカメラはアメリカ兵の手に渡り、収容所で美知子に返還された。
平山美知子
幸一の妻。元々は関西の良家の子女で、両親に望まない縁談を勧められていた。お見合い写真を撮りに写真館に行った際に幸一と出会い彼の明るく優しい人柄に触れ、恋に落ちる。幸一とは現在も仲睦まじく、第6子を妊娠。英語を多少話せる。
平山勇
平山家の長男で、県職員。大学時代の後輩である紀子と結婚する。間もなく徴収され、ソロモン諸島で戦死した公報が届く。
平山紀子
勇の妻で、小学校教師。英語が堪能で、彼女が春子に英語を教える。
中盤において勇の戦死を伝えられ、子供達に「先祖の人数」という話から「命の大切さ」「大量の命を奪う戦争の愚かさ」を必死に訴えたが、憲兵に連行されてしまう。
戦闘が始まると美知子らと行動を共にするが、立て籠もったガマでアメリカ軍の攻撃により岩盤の崩落に巻き込まれて死亡する。
平山美枝
平山家長女で、女学生。 沖縄戦開始後は従軍看護師として働く。一時的に仕事を抜け出して母の分娩を手伝う。
看護師の部隊は壊滅し同僚達も皆海へ投身自殺したが、自殺を躊躇して最後まで生き延び収容所で母と再会を果たす。
平山昇
平山家次男で、中学生。遺書を書くと同時に自ら通信兵に志願する。上官の命令を無視して暴力を振るわれる同僚の兵士を度々庇っている。また、戦闘中の部隊から逃げ出した幸一と束の間の再会を果たす。
最期はアメリカ軍への突撃を命じられた同僚の代わりに手榴弾を持ってアメリカ軍へ単身突撃したが、一斉銃撃を浴びて致命傷を負い手榴弾を起動させ爆死した。
平山春子
平山家次女で、小学生。紀子に教わった「Do you kill me?（私を殺すの？）」というフレーズで米兵の意思を尋ね、「No」との返事をもらってそのまま保護された。
平山健
平山家三男で、未就学児。幸子が誕生するまでは末っ子だった。
平山幸子
戦争の最中誕生した、平山家三女。現代で孫娘に戦争の過酷さを語った。
吉岡
美枝が出会った学徒兵。『風と共に去りぬ』を愛読しており、この小説のヒロインが美枝に似ていると語り、本を手渡す。この言葉が美枝に影響を与える。
最期は幸一たち沖縄防衛隊に退避を命じるが米軍の銃撃を受け死亡。直後に隊長により突撃が命じられたため部隊は幸一以外壊滅した。
幸子の孫娘
現代の高校生で、冒頭と最後に登場。学校に嫌気が指し不登校になる。祖母の幸子に戦争について語られ、最終的には改心し復学を決意する。

## キャスト
- 平山幸一 - 明石家さんま
- 平山美知子、平山幸子（現世） - 黒木瞳
- 平山勇 - 坂口憲二
- 平山紀子 - 仲間由紀恵
- 平山美枝、幸子の孫娘 - 上戸彩
- 平山昇 - 勝地涼
- 平山春子 - 大平奈津美
- 平山健 - 我妻泰熙
- （特別出演 本人役） - 森山良子
- 吉岡 - オダギリジョー
- 川平 - 尾上寛之

その他の出演者
- 池端絵美子
- 西村淳二
- 村松利史
- 二瓶鮫一
- 佐戸井けん太
- 山本龍二
- 温水洋一
- 光石研
- 本仮屋ユイカ
- 青木和代
- 青森伸
- 浜田学
- 住吉玲奈
- 林和義
- ト字たかお
- 森康子
- 森山直太朗

ほか

## スタッフ
- 脚本：遊川和彦
- 演出：福澤克雄
- プロデューサー：八木康夫
- 主題歌：「さとうきび畑」森山良子
- ロケ協力：石垣市、石垣市観光協会、沖縄協会、日本航空、日本トランスオーシャン航空　ほか
- 音楽：寺島尚彦
- 演奏：山本誠一郎とストリング・アンサンブル
- 指揮：大木孝雄
- 映像提供：沖縄戦記録フィルム1フィート運動の会
- 戦時背景考証：辻田文雄、崎間麗進
- 特殊効果：鳴海聡
- 特殊メイク：松井祐一、山口深雪
- ガンエフェクト：ビル横山
- スタントコーディネート：辻井啓伺
- 制作：TBSエンタテインメント
- 製作著作：TBS、BS-i